# Angela Anaconda
Angela Anaconda är ett amerikansk-kanadensiskt barnprogram av Joanna Ferrone och Sue Rose (som även dubbar titelrollen i originalet). Serien sändes mellan 1999-2001 på tre säsonger och var även ett av de första programmen att sändas på SVT Barn vid lansering 2002.

## Handling och bakgrund
Programmet följer åttaåriga flickan Angela Anaconda som bor med vänner och familj i den fiktiva staden Tapwater Springs. I den får vi följa hennes liv och livliga fantasi. Serien är en spinn-off på en sketch från Nickelodeonsuccén KaBlam! Angela Anaconda gjorde under seriens gång samarbeten med Digimon-filmen.